# St. Georg (Schenna)

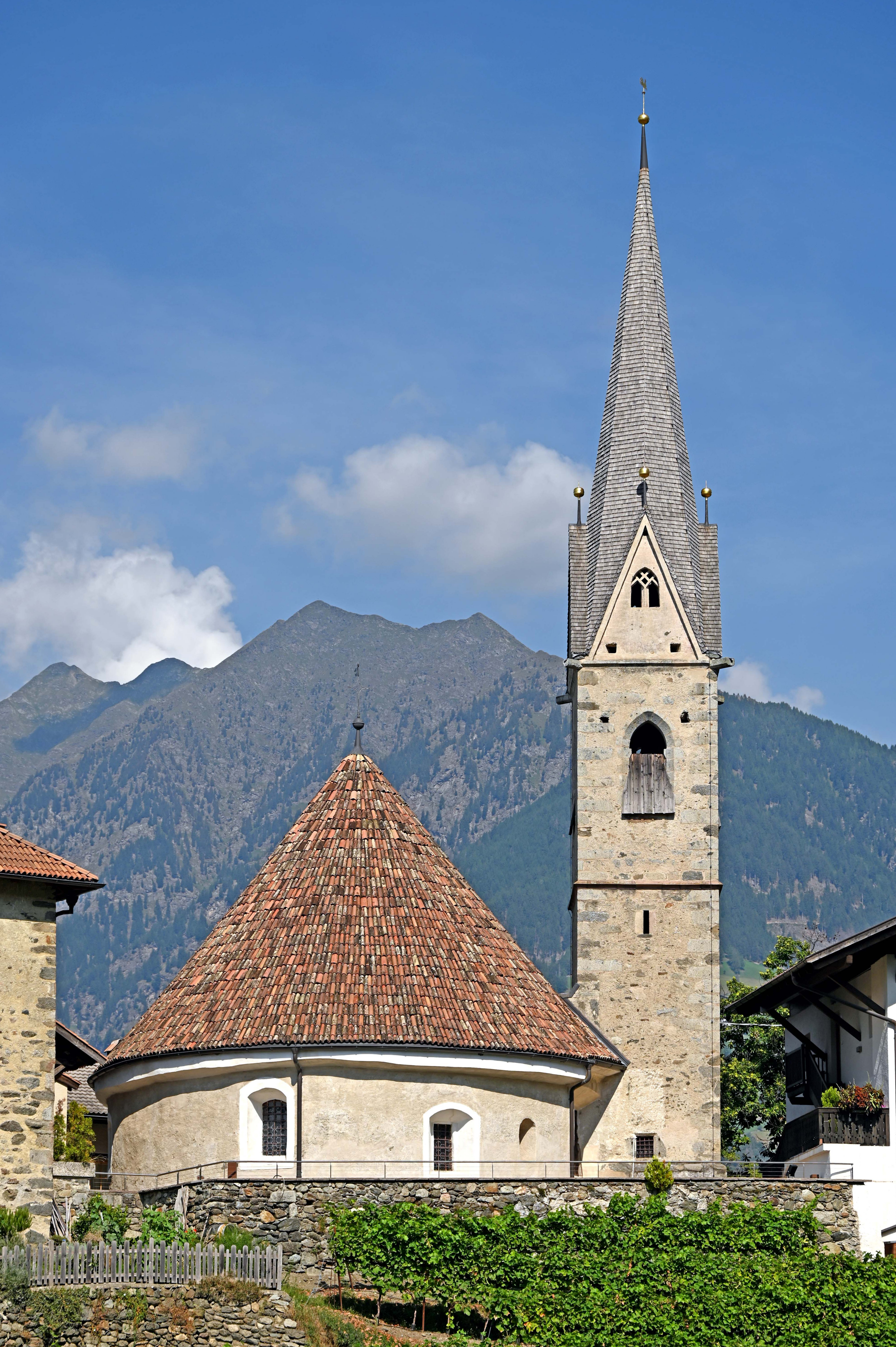
St. Georg, Rundkirche der Romanik mit Turm aus dem 15. Jahrhundert

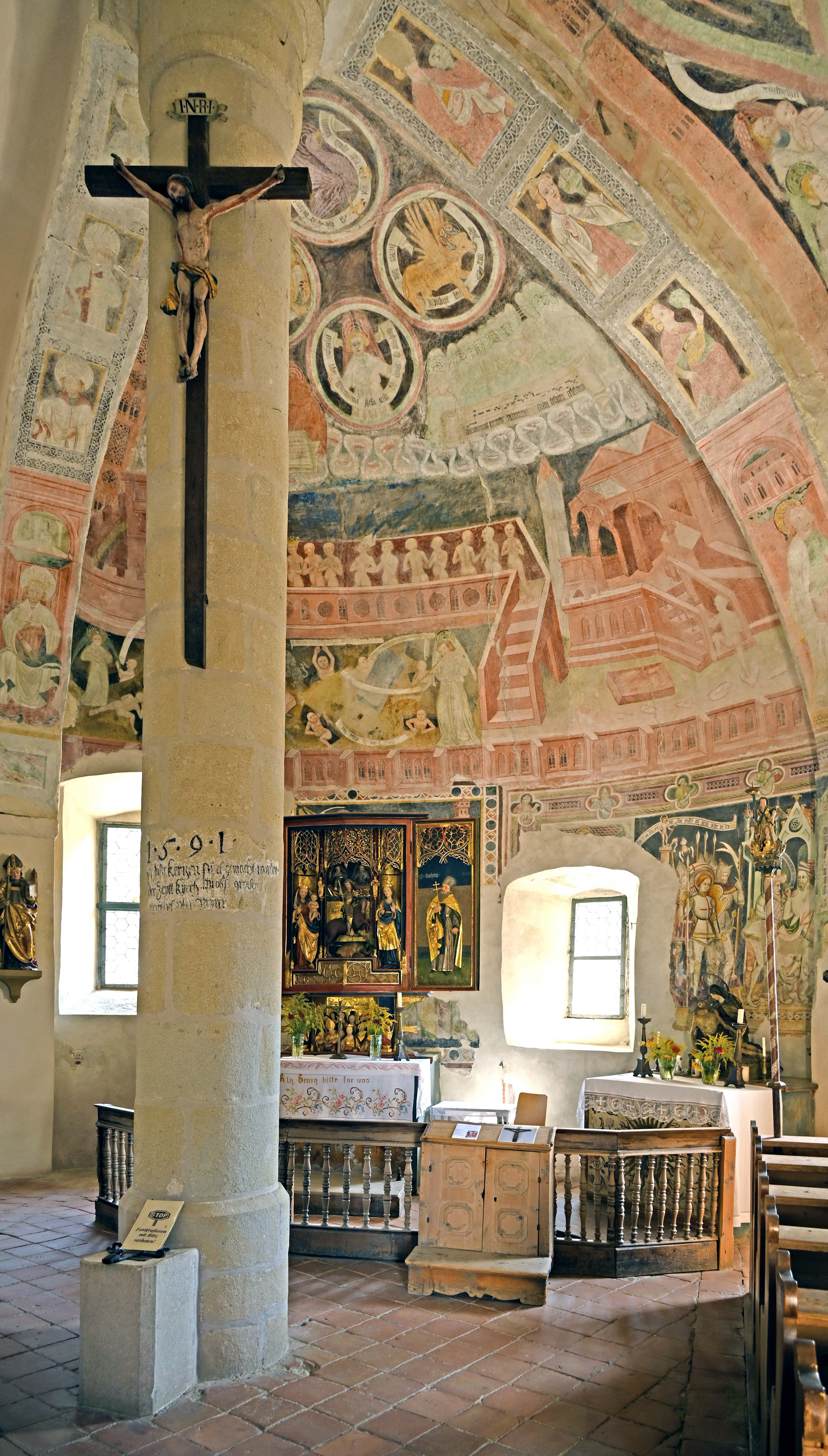
Innenraum

St. Georg (auch St. Georgen) ist eine römisch-katholische Rundkirche der Romanik aus dem 12. Jahrhundert in Schenna in Südtirol (Italien). Sie ist mit Fresken aus dem 14. Jahrhundert geschmückt. Der spätgotische Flügelaltar wird der Werkstatt Hans Schnatterpecks zugewiesen. Eine Besonderheit ist die barocke Holzskulptur der gekreuzigten bärtigen Kummernus, einer legendären Heiligen der Volksfrömmigkeit.

## Lage
Die Kirche liegt im Weiler St. Georg in 716 m s.l.m. im Oberdorf von Schenna (600 m). Sie befindet sich neben der ursprünglichen Ministerialenburg der Herren von Schenna, auch Alt-Schenna bzw. Burg St. Georgen genannt, von der nur das Fundament des Bergfrieds erhalten ist. Auf ihm wurde ein Wohnhaus, der Uhlenturm oder Uolenturm, errichtet. In unmittelbarer Nachbarschaft liegen zwei Höfe, die gastronomisch genutzt werden.

## Geschichte
Der Anlass für den Bau der Kirche ist ungeklärt. Die Kirche war von jeher der Mutterkirche Maria Himmelfahrt als Nebenkirche unterstellt. Es ist strittig, ob sie eine Stiftskirche ist, die Oldoricus de Sennano (Ulrich), Gefolgsmann von Graf Albert III. von Tirol, nach seiner Rückkehr vom Vierten Kreuzzug errichten ließ, ob sie als Filialkirche für die Bevölkerung des Oberdorfs gebaut wurde oder den Herren von Schenna als Burgkapelle diente, bis Petermann von Schenna, Günstling von Margarete von Tirol, das Schloss Schenna bauen ließ. Petermann von Schenna überließ den „alten Burgstall auf Schenna, worin die St.-Georgs-Kapelle liegt“ seinen Vettern Reinprecht und Wernher, womit die Kirche 1346 zum ersten Mal urkundlich genannt wurde.
Errichtet ist die Kirche als Rundbau mit Kegeldach und Kreuzrippengewölbe, das Dach war vermutlich ursprünglich mit Holzschindeln gedeckt. Die Kirche wurde mit Fresken ausgemalt. Der Kirchturm mit Spitzbogenfenstern, Maßwerk und spitzem Pyramidendach an der Nordostseite wurde wahrscheinlich im 15. Jahrhundert angefügt. 1439 stiftete Bartholomäus Leher und der Probst von St. Georg, ausgenommen an den hohen Festtagen, dort eine tägliche Messe. Zur Besoldung eines nötigen Priesters wurde dem Pfarrer aus den Kircheneinkünften eine Zahlung von 14 Mark zugesichert. Dem Urbariumverzeichnis zufolge bezog die Kirche früher auch Zinsen und Güter aus Obermais, Marling, Vinschgau und Passeier. Der Überlieferung nach wurde die Kirche im 16. Jahrhundert von einem Blitzschlag getroffen, wodurch ein Teil der Fresken zerstört wurde und die Stabilität des Gewölbes Schaden nahm. 1591 wurde ein Rundpfeiler aus Granit zur Sicherung eingebaut. Am 7. September 1969 wurden vom Hochaltar mehrere Statuen gestohlen, darunter das Marienbildnis mit Kind, der heiligen Barbara sowie die der Apostel Petrus und Paulus. Die ebenfalls gestohlene Skulptur der Kummernus fand sich 1974 wieder an.

## Ausstattung

### Fresken
Der Freskenzyklus wurde wahrscheinlich im letzten Jahrzehnt des 14. Jahrhunderts von einem unbekannten Meister geschaffen, der maßgeblich auch an Malereien im Schloss Lichtenberg, an St. Prokulus in Naturns und St. Nikolaus in Rojen beteiligt war. Weitere Werke wie die Gewölbebilder, die Christus als Richter und die Auferstehung der Toten zeigen, stammen von einem anderen Künstler, jedoch etwa aus der Zeit des unbekannten Meisters.
Dieser schuf auch das Fresko der Nikolauslegende mit der Ausstattung der drei Jungfrauen an der Westseite und das Martyrium des heiligen Georg. Dessen Kampf mit dem Drachen ist in Fragmenten erhalten. Gestiftet wurden die Fresken nach einer erhaltenen Inschrift von Johannes, Knecht des bis heute bestehenden Krebishofs unweit der Kirche.

Fresken
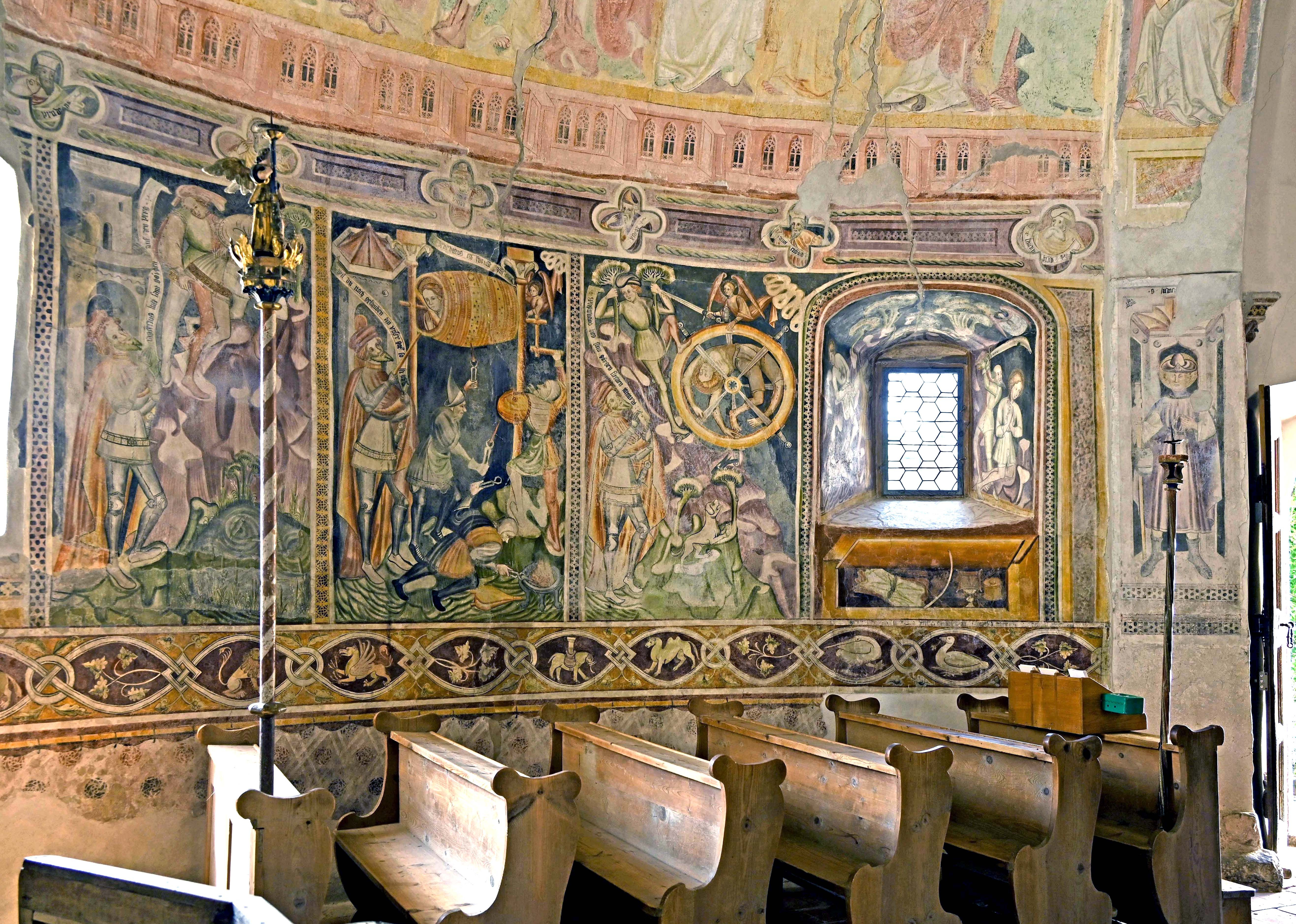
Georgsfresken
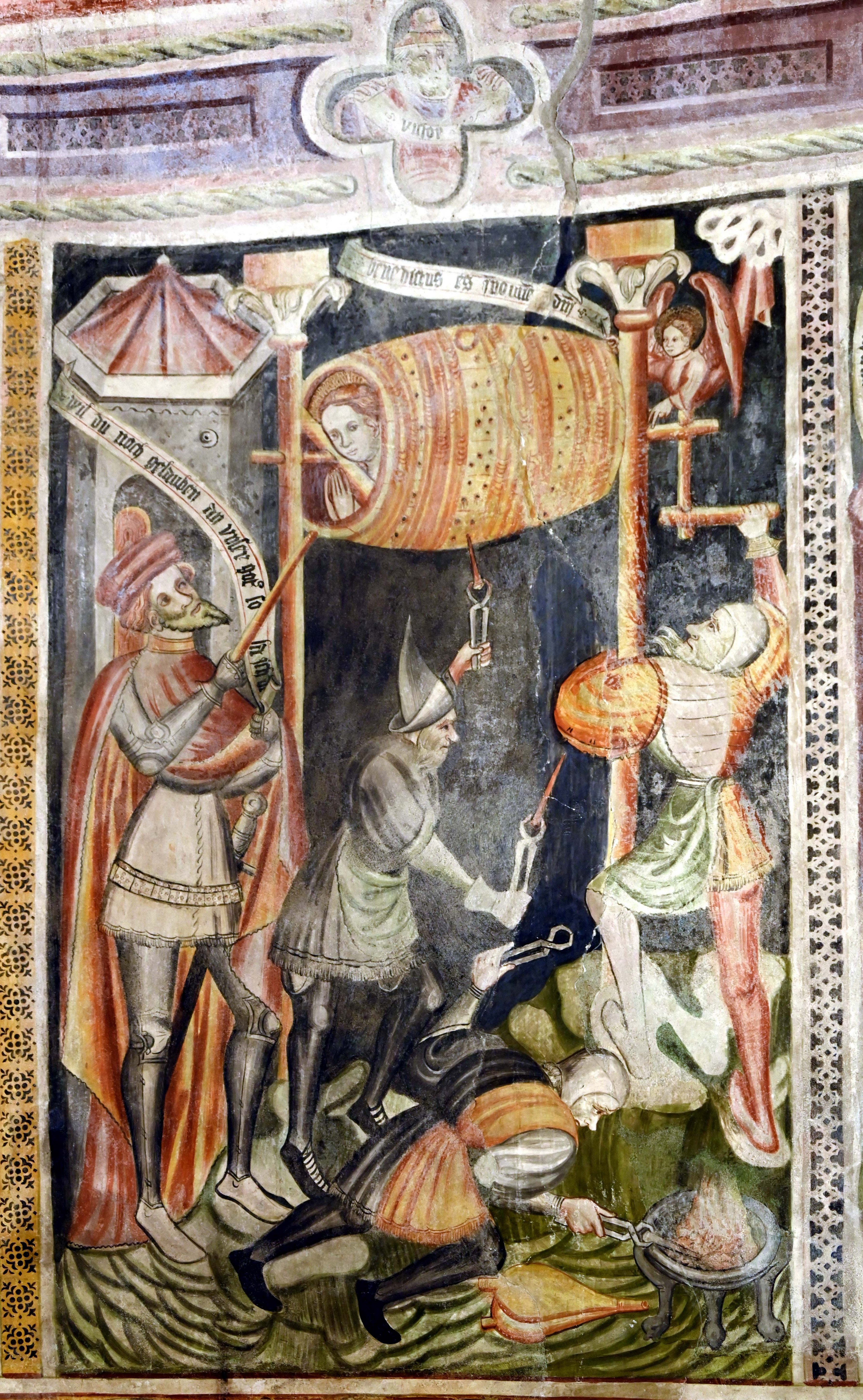
Martyrium
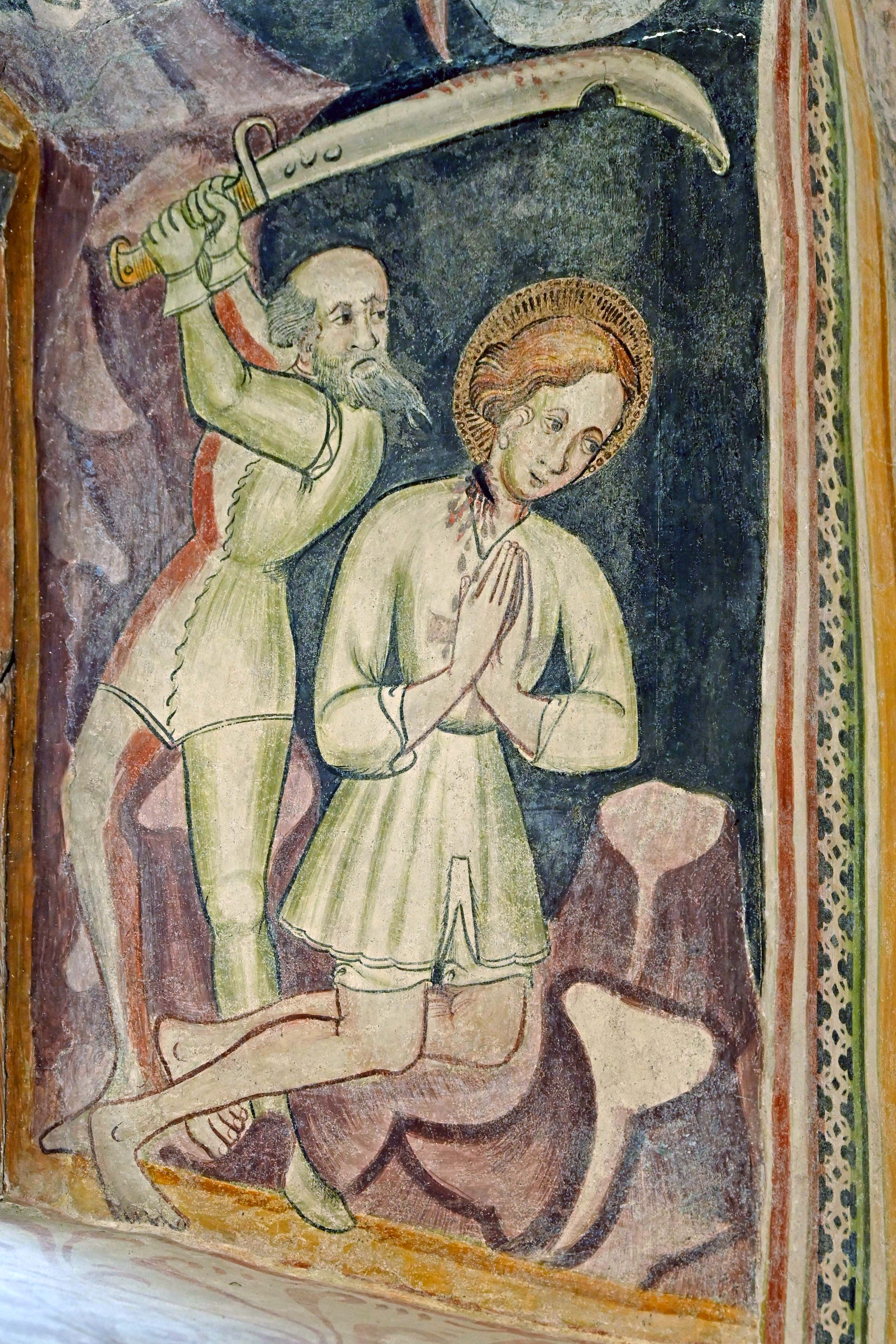
Enthauptung
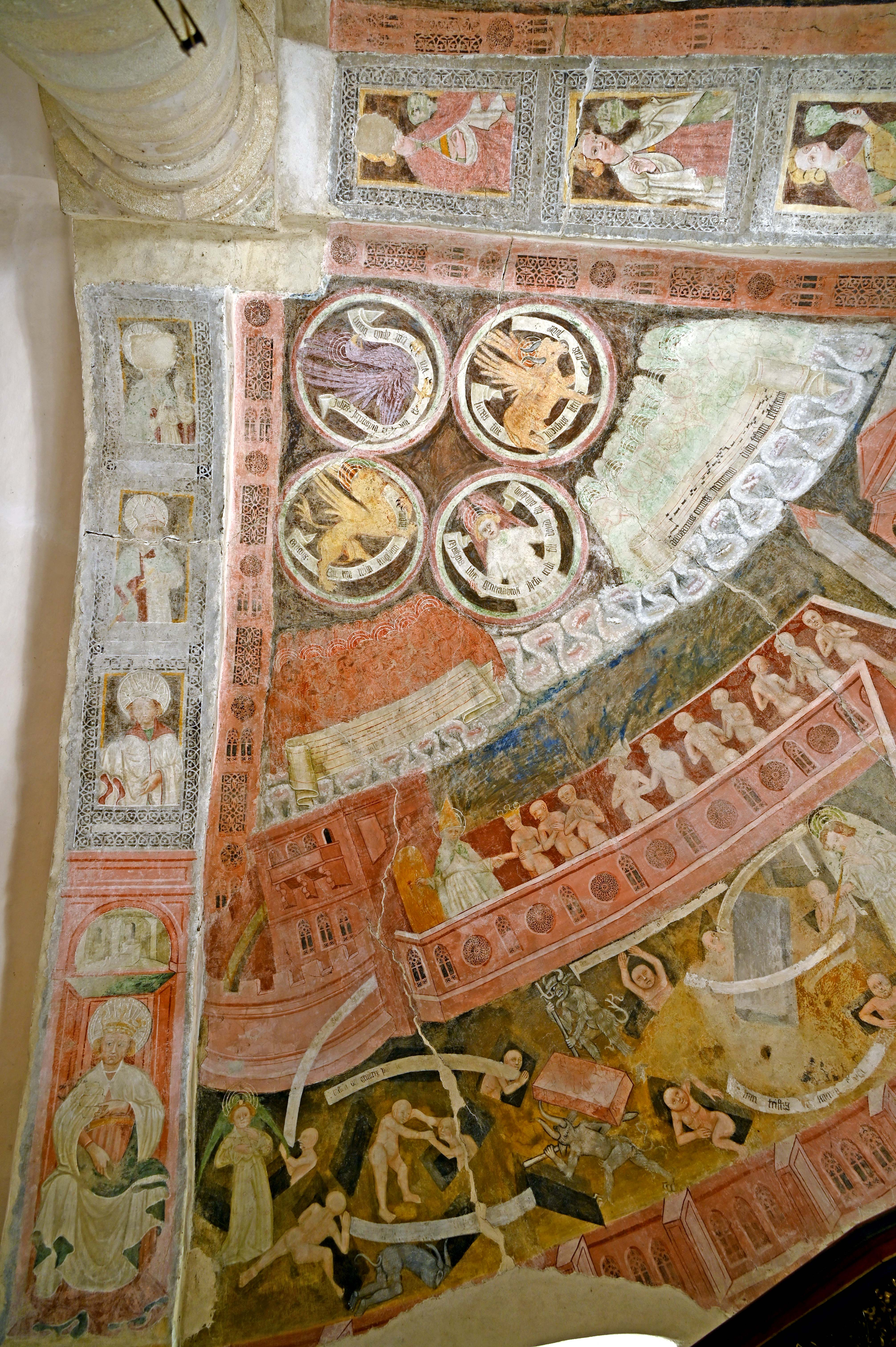
Gewölbefresko
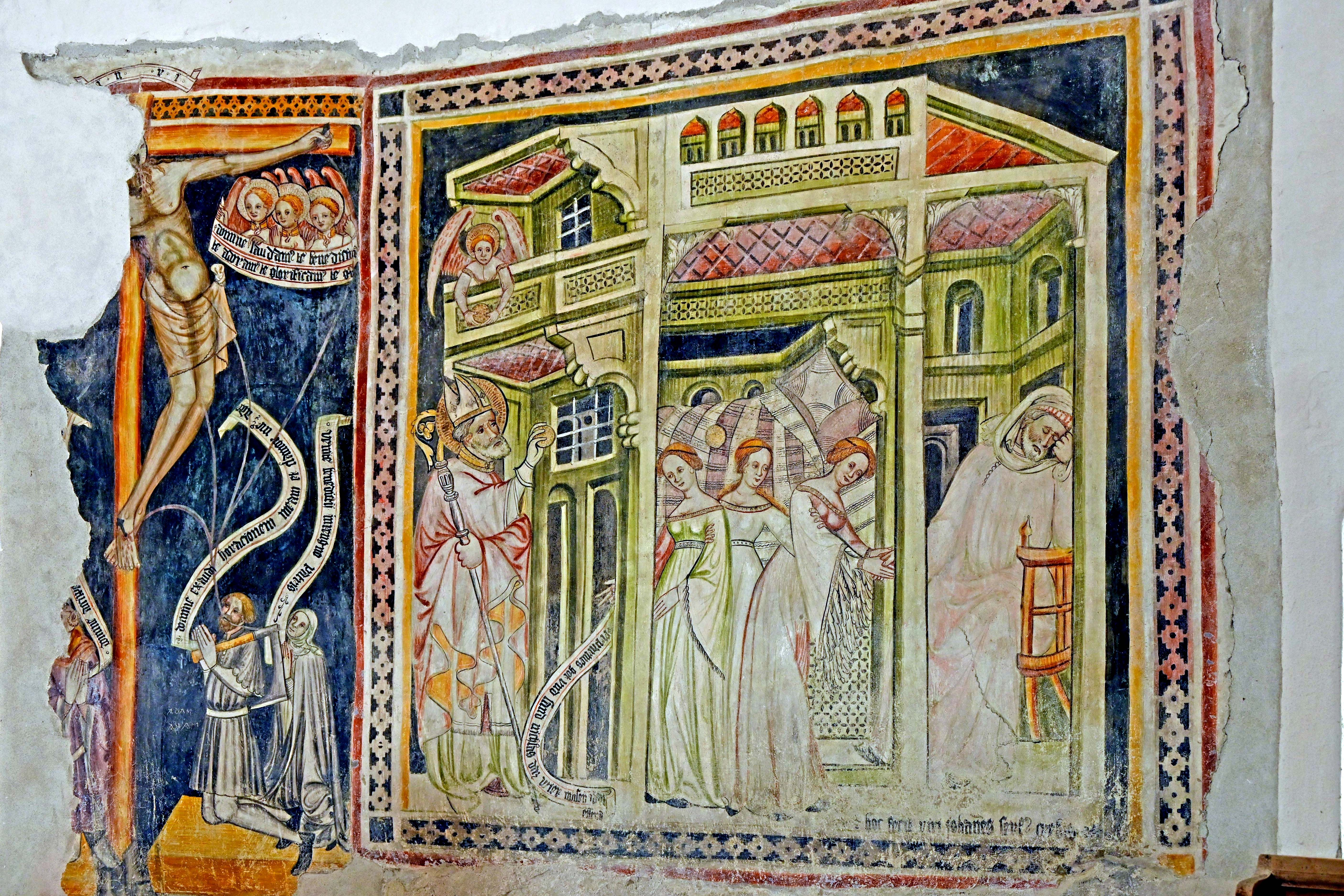
Nikolausfresko

### Altar

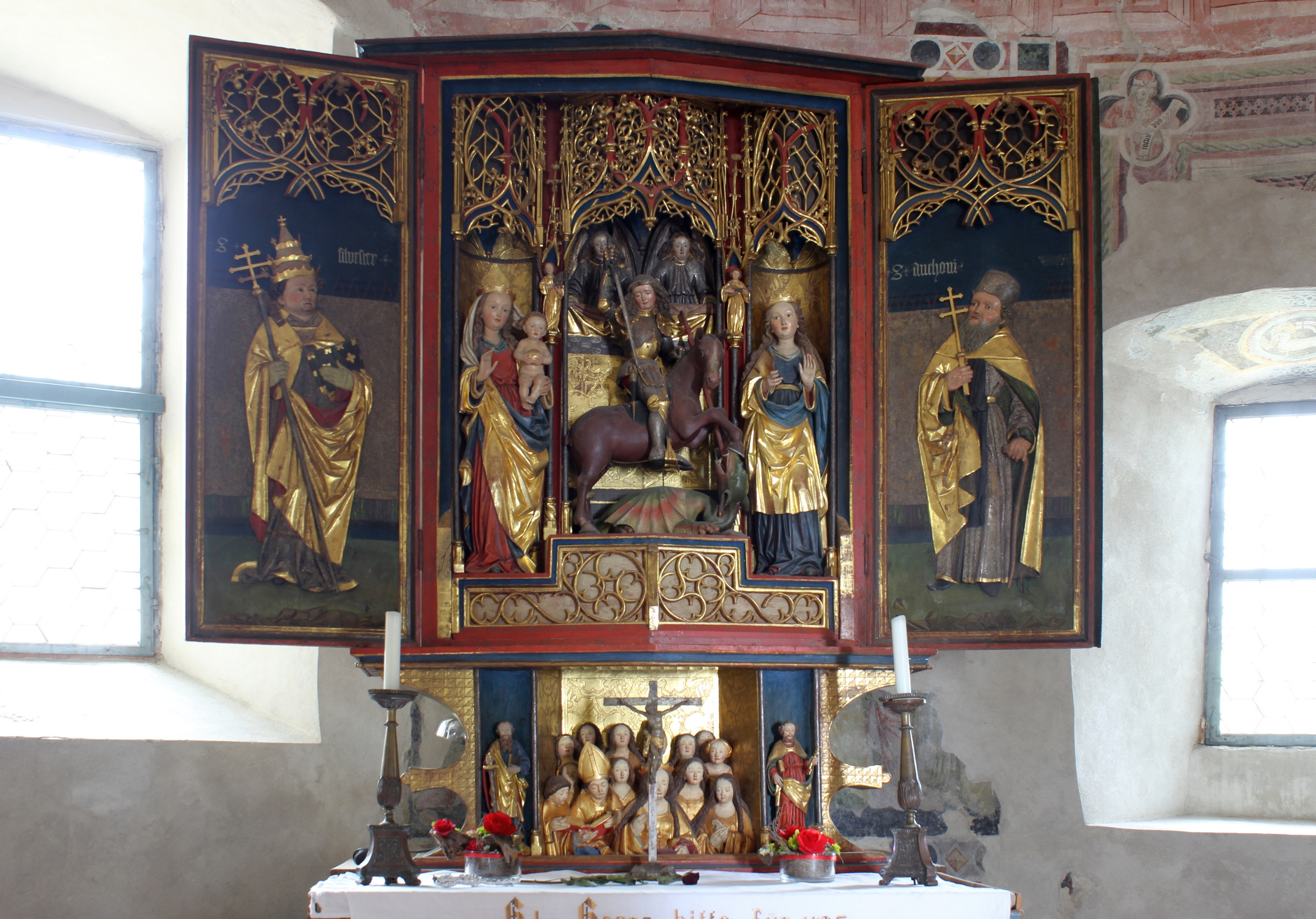
Flügelaltar, der Werkstatt Hans Schnatterpecks zugeschrieben

Die Herkunft des Flügelaltars schreibt die Kunstgeschichte erst in jüngerer Zeit der Werkstatt Hans Schnatterpecks zu. Er war zwischen 1480 und 1510 in Meran tätig. Im Schrein befindet sich Georg im Kampf mit dem Drachen, im Hintergrund zwei Teppich haltende Engel. Flankiert wird diese Szene von Figuren der Maria mit Kind (links) und der hl. Barbara (rechts). Letztere Figuren wurden entwendet (s. o.) und erst in jüngerer Zeit durch Kopien ersetzt. Die Flügel zeigen Reliefs von Papst Silvester (links) und dem heiligen Antonius Abt (rechts). Sind die Flügel geschlossen, zeigt sich ein Bild der Verkündigung an Maria. In der Predella ist die heilige Ursula mit elf Gefährtinnen, im Vordergrund links Bischof und Diakon zu sehen.

### Weitere Ausstattung

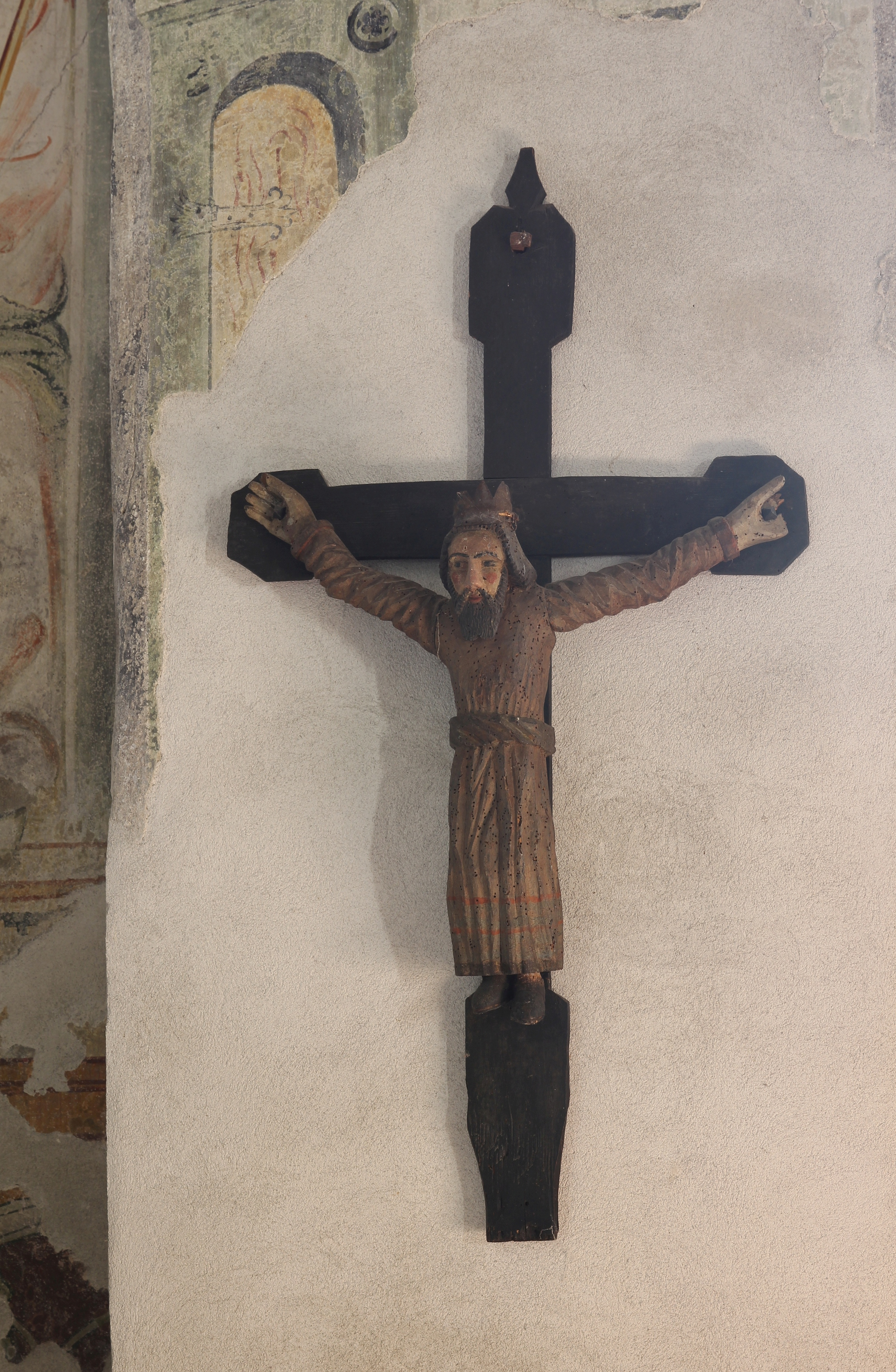
Die legendäre Heilige Kummernus

Der Bildhauer, der die Darstellung der bärtigen Kummernus schuf, ist nicht bekannt. Die Arbeit aus der Barockzeit zeigt die legendäre Frauenfigur gekreuzigt im schlichten gegürteten Gewand. 
Auf Wandkonsolen befinden sich aus der Zeit um 1510 Figuren des heiligen Wolfgang mit dem Modell einer Kirche und der heilige Nikolaus. Die Statuette des heiligen Urban stammt aus der Zeit um 1700.
Der jüngeren Pietà des Seitenaltars wird keine kunsthistorische Bedeutung zugemessen. In der Mitte des 17. Jahrhunderts wurden die beiden Engelsstangen und zwei Kerzenstangen mit Schaufel, Rebmesser und Traube angefertigt. Die Kanzel mit Schalldeckel ist eine Arbeit des frühen 17. Jahrhunderts.